# Владислав Стеслович
Владислав Стеслович (пол. Władysław Stesłowicz; 9 червня 1867, Сидорів — 1940, в'язниця, СРСР) — польський юрист, політик, міністр пошт та телеграфів, депутат Законодавчого Сейму Другої Польської Республіки, мер Львову у 1918—1919 роках, член Центральної ради Асоціації польської промисловості, гірництва, торгівлі та фінансів в 1920 році, засновник Національно-державного союзу 1922 року.

## Нагороди
- Командорський хрест із зіркою Ордена Відродження Польщі (2 травня 1923)[3]
- Золотий Хрест Заслуги (1937)[4]
- Лицарський хрест Ордена Франца Йосифа (1906)[5]